# Dracophyllum scoparium
Dracophyllum scoparium är en ljungväxtart som beskrevs av Joseph Dalton Hooker.
Dracophyllum scoparium ingår i släktet Dracophyllum och familjen ljungväxter. Inga underarter finns listade i Catalogue of Life.

## Bildgalleri

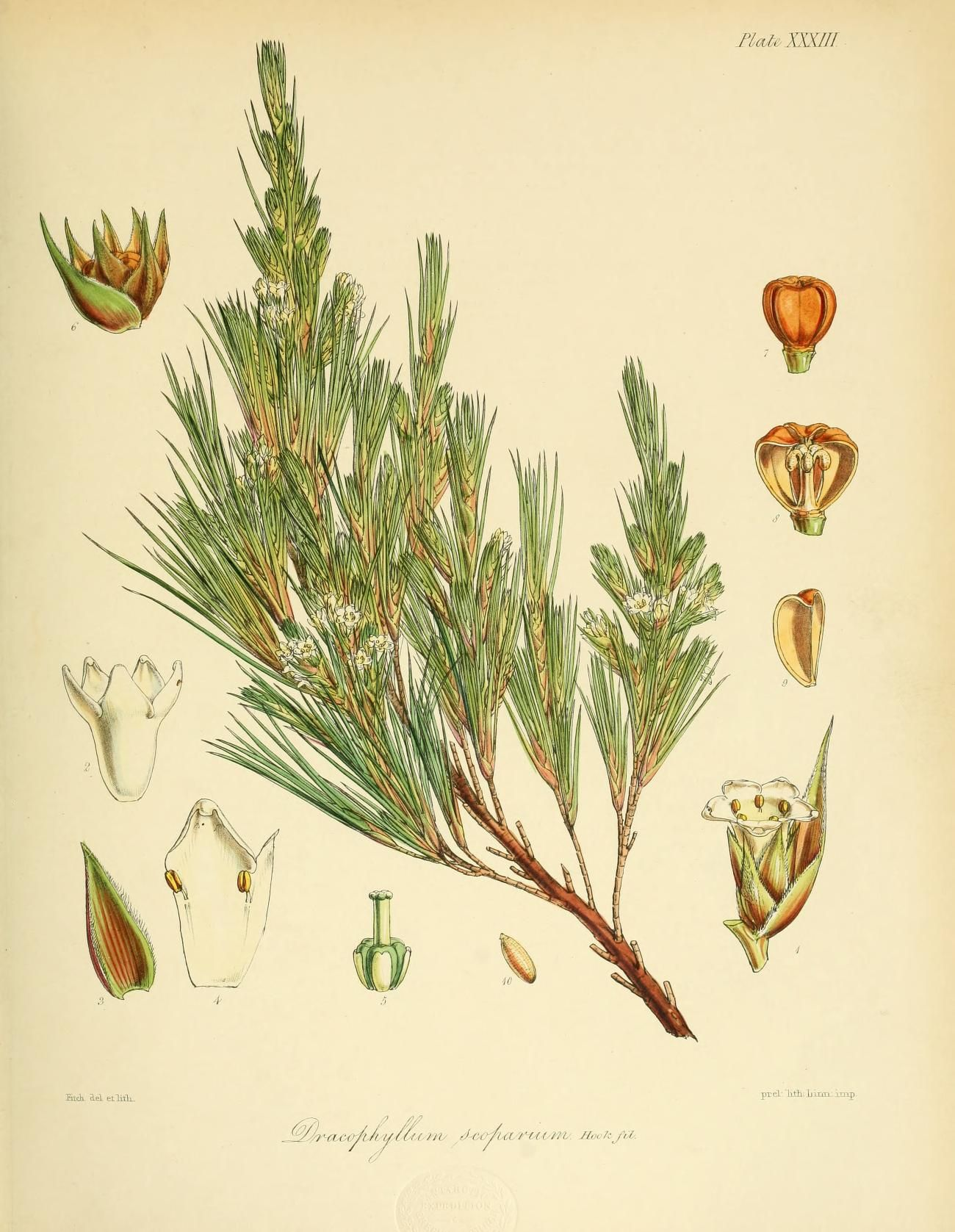